# Saitama Wild Knights
Saitama Wild Knights (precedentemente conosciuti come Panasonic Wild Knights) è una squadra di rugby a 15 giapponese che partecipa alla Japan Rugby League One. In passato aveva sede a Ōta, nella Prefettura di Gunma. La squadra è stata rinominata Saitama Wild Knights in vista del cambiamento di denominazione della Top League in Japan Rugby League One nel 2022, con il trasferimento della squadra a Saitama.

## Storia

### 1960-1975
I Wild Knights sono stati fondati nel 1960 da ex studenti della Scuola Industriale Kumagai e lavoratori della Tokyo Sanyo. Inizialmente una squadra amatoriale, hanno gareggiato nelle leghe minori durante gli anni '60, salendo gradualmente di livello. Nel 1968 hanno effettuato il loro primo tour in Corea del Sud e nel 1971 hanno vinto il loro primo Rugby Championship della regione del Kantō, dopo essere emersi dalla 4ª divisione solo 9 anni prima. La stagione successiva hanno conquistato un altro titolo, dimostrando il crescente successo del club di Gunma.

### 1976-2002
Dopo alcuni secondi posti, i Wild Knights hanno dominato il rugby nella regione di Kantō-chihō vincendo sette titoli consecutivi tra il 1976 e il 1982. Hanno continuato a ottenere successi anche negli anni successivi, conquistando altri titoli nel 1986 e 1987. Successivamente sono stati inseriti nel nuovo Campionato di Rugby dell'Est del Giappone, dove hanno continuato a primeggiare. Nonostante fossero formalmente amatoriali, i Wild Knights hanno sfruttato la loro connessione con la società Tokyo Sanyo per assicurarsi giocatori stranieri di talento. Questo fenomeno, noto come "Shamateurism" (finto dilettante), divenne diffuso non solo nel rugby, ma anche nel calcio e nel baseball. Nel 1986, a seguito di una fusione aziendale, il nome della squadra è cambiato in Sanyo Electric Rugby Team. Hanno continuato a raccogliere successi negli anni '90, inaugurando un nuovo terreno di gioco nel maggio 1997.

### 2003-oggi
Nel 2003 è stata lanciata la Top League, la prima competizione nazionale di rugby in Giappone. I Wild Knights, precedentemente noti come Sanyo Wild Knights, sono stati parte di questa trasformazione. Nonostante un inizio modesto, hanno ottenuto successi significativi negli anni successivi, conquistando il 1º titolo di Top League nel 2011. La squadra ha continuato a essere competitiva, conquistando altri successi negli anni successivi. 
Prima dell'inizio della stagione 2012-13, il club è stato venduto alla Panasonic Corporation e rinominato Panasonic Wild Knights, nome che portano ancora oggi. I colori della squadra sono stati cambiati da rosso e nero a predominanza blu e nero. Nel 2014, l'allenatore capo Norifumi Nakajima lasciò il club dopo una storica doppietta di campionato nella Top League e nel Campionato di Rugby Football All-Japan durante la stagione 2013-14. Il 21 aprile 2014, è stato confermato che l'ex allenatore capo dei Wallabies e dei Crusaders, Robbie Deans, divenne il nuovo allenatore dei Wild Knights, con cui vinse altri campionati. Ad oggi (2024) è ancora l'allenatore della squadra. 

## Palmares
- Campione Top League / Japan Rugby League One: 2011, 2014, 2015, 2016, 2021, 2022.
- Campione Rugby Football All-Japan: 2014, 2016.

## Giocatori stranieri famosi
- Damian de Allende
- Marika Koroibete